# The Benchwarmers
The Benchwarmers er en amerikansk komediefilm fra 2006 instrueret af Dennis Dugan og produceret af Adam Sandler. Filmen har Rob Schneider, David Spade og Jon Heder.

## Medvirkende
- Rob Schneider som Gus Matthews
- David Spade som Richie Goodman
- Michael Clarke Duncan som Joey Ramone
- Jon Heder som Clark Reedy
- Jon Lovitz som Mel Carmichael
- Chad Kroeger som Bam Margera
- Craig Kilborn som Jerry McDowell
- Molly Sims som Liz Matthews
- Tim Meadows som Wayne Meadows
- Nick Swardson som Howie Goodman
- Erinn Bartlett som Salatpige/Sarah
- Amaury Nolasco som Carlos
- Bill Romanowski som Karl
- Sean Salisbury som Brad
- Matt Weinberg som Kyle Wilson
- John P. Farley som Svømmedreng/Mand i speedo
- Reggie Jackson som sig selv
- Tony Falcone som sig selv
- Joey Gnoffo som Marcus Ellwood
- Terry Crews som pokerfyr 1/Steven Warbucks
- Rachel Hunter som Lækker mor/Clarks første kys
- Dan Patrick som pokerfyr 2/O'Malley
- James Earl Jones som Darth Vaders stemme
- Max Prado som Nelson Carmichael
- Danny McCarthy som Troy McDowell
- Mary Jo Catlett som Patricia Ellwood
- Lochlyn Munro som Ultimate Home Remodel-vært
- Ellie Schneider som Goth-drengens kæreste